# Pirro Dodbiba
Pirro Dodbiba (ur. 1924 w Elbasanie, zm. w kwietniu 2004 w Tiranie) – albański działacz komunistyczny i agronom, minister rolnictwa w latach 1965-1976 w rządzie Mehmeta Shehu, bratanek Sokrata Dodbiby i siostrzeniec Aleksa Budy.

## Życiorys
Pochodził z wpływowej rodziny prawosławnej z Elbasanu - był synem Janiego Dodbiby i Athiny z d. Budy (siostry Aleksa Budy). Ukończył szkołę w Elbasanie i gimnazjum w Tiranie. W 1943 wstąpił do partii komunistycznej, a w październiku 1943 został wysłany w rejon Dajti, gdzie pełnił funkcję zastępcy komisarza politycznego w jednym z oddziałów partyzanckich. W 1944 awansował na stanowisko zastępcy komisarza politycznego batalionu. W 1945 wyjechał na studia agronomiczne do Akademii Rolniczej w Moskwie. Studia ukończył w 1950, a po powrocie do kraju objął stanowisko wiceministra rolnictwa. W 1951 został dyrektorem Wyższej Szkoły Rolniczej w Kamzie. W latach 1956–1962 kierował wydziałem rolnictwa przy Komitecie Centralnym Albańskiej Partii Pracy. W 1962 objął stanowisko sekretarza komitetu okręgowego partii w Fierze. Przez jedenaście lat (1965-1976) pełnił funkcję ministra rolnictwa. W 1971 kierował delegacją albańską, która wyjechała do Chin negocjować współpracę rolną między dwoma państwami. 24 kwietnia 1976 na posiedzeniu Biura Politycznego partii został oskarżony o błędy ideologiczne, zmuszony do samokrytyki i usunięty ze stanowiska. Po 1976 pracował w państwowym gospodarstwie rolnym w Llakatundzie, gdzie został internowany wraz z żoną i dwójką dzieci.
Od 1943 był członkiem Komunistycznej Partii Albanii, a od 1948 Albańskiej Partii Pracy. W latach 1971–1976 był kandydatem na członka Biura Politycznego partii. W latach 1962–1976 zasiadał w Zgromadzeniu Ludowym. W latach 90. działał w ruchu kombatanckim. W 2003 został wybrany przewodniczącym Narodowego Komitetu Weteranów Wojny Narodowowyzwoleńczej (Komiteti Kombëtar i Veteranëve të Luftës Antifashiste Nacional-Clirimtare të Popullit Shqiptar).
Odznaczony Orderem Wolności (Urdher e Lirise) i wyróżniony tytułem Nauczyciela Ludu (Mesues i Popullit).